# 小林陽太郎 (建築学者)
小林 陽太郎（こばやし ようたろう、1917年6月24日 - 2012年7月7日）は、日本の建築衛生学者。東京工業大学名誉教授。豊橋技術科学大学名誉教授。兵庫県生まれ。岡山県出身。専門は建築衛生学・建築環境工学。公害防止工学。都市生活者の居住条件と健康・精神衛生等。1960年に日本建築学会賞（論文），1993年に日本建築学会大賞を授与。数々の賞を受賞。1990年に勲三等旭日中綬章。国際連合世界保健機関専門委員，空気調和・衛生工学会長など多くの要職を務める。1966年にが発表した「ビルディングの環境衛生基準に関する研究」が「建築物における衛生的環境の確保に関する法律施行令」及び「労働安全衛生法の事務所衛生基準規則」で定められた範囲（17度以上28度以下）の根拠となっている。

## 経歴
1941年東京帝国大学工学部建築学科を卒業し、国立公衆衛生院建築衛生部着任。1970年に東京工業大学工学部建築学科教授併任。1973年に東工大専任教授。主に室内と屋外の熱環境快適性を研究し建築環境工学、大学院で人間環境工学特論の教鞭をとる。1978年定年となり，豊橋技術科学大学教授として赴任。
著書に『設備工学講座』など。